# 김남수 (1969년)
김남수(1969년 ~ )은 대한민국의 안무비평, 연구자, 기획자, 드라마터그이다. 2002년 무용월간지《몸》 주최의 제9회 무용예술상 무용평론 부문 ｢홍승엽, 성찰적 모더니스트의 제안｣로 당선되면서 비평활동을 시작했다. 2004년까지 《몸》 지 편집위원으로 활동했으며, <한겨레신문> <교수신문> 등에 무용리뷰와 칼럼을 정기기고 했다. 2006년 퍼포밍아트지《판》 창간과 함께 편집위원 활동했다. 2008년 백남준아트센터 학예연구원으로 3년여 활동하면서 백남준 연구자로 발돋움하는 밑돌을 놓았다. 2011년 (재)국립극단 학술팀 선임연구원 활동할 때는 이른바 <삼국유사 프로젝트>를 추진하여 한국 연극이 우리 내부의 마술적 리얼리즘을 수용할 수 있는 실험을 진행했으며, 연극과 인문학 과정(예술사, 정신분석, 신화학, 인류학 등)이 접목될 수 있는 일종의 재교육 프로그램을 가동하였다. 2013년 국립아시아문화전당 아시아문화개발원(현 아시아문화원) 아시아문화아카이브팀장 및 드라마터그(1년) 활동하면서 아시아 북방문화와 남방문화 사이의 상호인정 시스템을 구축하고자 했다. 2014년 판교테크노밸리 경기문화창조허브 사슴뿔도서관 프로젝트(2년) 활동, 경기창작센터 기획 레지던시(4년) 활동 등 무용, 연극, 미술, 학술, 다원예술에 걸친 다방면 활동. 《백남준의 귀환》의 공저자이며, 《백남준: 말에서 크리스토까지》를 기획 및 편집했다. 2024년 월간미술대상 기획전시 부문 우수상을 수상했다.

## 활동
- 한국 무용계의 정실비평을 비판했다. 고여서 탁해지는 춤과 허풍 비평
- 백남준 본격 연구의 토대를 만들고자 했다.
- 한국연극계에 <삼국유사 프로젝트>를 통해 마술적 리얼리즘의 연극을 고무 지지했다.
- 본격적인 다원예술비평을 전개했다. 로메오 카스텔루치, 죽은 신과의 눈싸움 - 국립현대미술관
- '감흥의 미학'을 제안했다. 오늘의 샤머니즘과 감흥으로서의 정치
- 아시아 문화연구를 추진하였다. 아시아예술극장 비전설계포럼 ‘시간의 잠수자, 지금 생각하기’

## 전시 및 공연 기획
- 2002년 창무회 <얼음강> 공연 드라마터그 (아르코예술극장 대극장)
- 2010년 <오픈댄스: 달리는 늑대들> 퍼포먼스 전시 (백남준아트센터)[1]
- 2011년 국립극단 <삼국유사> 프로젝트 드라마터그 (국립극단)
- 2011년 <고래 - 시간의 잠수자> 전시 (국립극단)
- 2011년 아트 콜렉티브 팅크탱크, <지평선 극장> 공연 (백남준아트센터)
- 2013년 국립아시아예술극장 개관 과정 드라마터그 (국립아시아예술극장)
- 2014년 아시아아트프로젝트 <초감흥> 전시 원안 (커뮤니티 스페이스 리트머스)
- 2014년 국립현대무용단 공연 <이미아직> 원안 및 드라마터그 (국립현대무용단)
- 2015년 세종문화회관 <백남준 그루브_흥 Nam June Paik_Groove> 전시 (세종미술관)
- 2016년 퍼포먼스 <태평양 극장> 기획 연출 - 국립현대미술관 과천관 30년 특별전 오프닝 (국립현대미술관)
- 2016년 경기창작센터 오픈스튜디오 <깜빡거리는 새틀라이트> (경기창작센터)
- 2017년 자하미술관 기획전시 <하늘 본풀이> (자하미술관)
- 2017년 SeMA 벙커 오픈 전시 <여의도 모더니티> 오프닝 퍼포먼스 기획 및 작가 참여 (서울시립미술관)
- 2018년 하우뮤지엄 전시 <견자의 편지: 요셉 보이스 & 백남준 Lettres du Voyant: Joseph Beuys × Nam June Paik> (상하이 하우뮤지엄)[2]
- 2018년 주재환, 성능경 2인전 <도르래미타불> 기획 (자하미술관)
- 2018년 제10회 서울미디어시티 비엔날레 <좋은 삶> 공동 예술감독 (서울시립미술관)
- 2018년 문화역서울 284 전시 <커피사회>의 오프닝 퍼포먼스 <제비다방의 앵무 부부와 물고기 친구들의 춤> 기획 연출 (문화역서울 284)
- 2019년 <안애순 렉처 퍼포먼스 - 안무: 서로 교차하는 시간> 기획 및 진행 (자하미술관)
- 2020년 <홍수설화무 — 성이 다른 세 여신> 안무리서치 프로젝트 (강원문화재단)
- 2021년 <북두팔성 시루떡 퍼포먼스 — ‘묘견의 눈’> 기획 (안산공공미술 이용후생 프로젝트 x 기획 정기현)
- 2021년 <똥이 꽃이 되는 세상> 전시 기획 (자하미술관)
- 2021년 퍼포먼스 <성관계는 없다> 기획 및 공연 (빌라 해밀톤 x 기획 홍성민)
- 2021년 춤 프로젝트 <오픈댄스: 겨드랑이> 기획 (서울시립 북서울미술관)
- 2022년 권군, 주재환 2인전 <빛 뚫고 싸이킥> 기획 (호호갤러리)
- 2022년 <산의 소리: 성적 트릭스터로서 구미호> 전시 기획 (홍천 분홍별관)
- 2022년 <먹이-이기의 자연> 전시 기획 (홍천미술관)
- 2023년 <물의 왕 - 동학과 화엄의 두물머리> 전시 (자하미술관)
- 2024년 <소리를 보여주마> 전시 기획 참여 (아트스페이스 휴)
- 2024년 <자연의 영토> 전시 참여 (국립생태원 x 기획 최창희)
- 2024년 퍼포먼스 <대감굿: 케네디적이면서 백남준스러운> 기획 및 연출 - <백남준, 백남준 그리고 백남준> 전시 오프닝 (부산현대미술관)
- 2025년 조영진 작가 개인전 <해금을 켜는 사슴> 기획 (낫씽이즈리얼)

## 학술기획
- 2009년 제1회 백남준아트센터 심포지움 - 관점이동과 시간성 (백남준아트센터)
- 2010년 제2회 백남준아트센터 심포지움 - 고르디아스의 매듭 다시 묶기 (백남준아트센터)
- 2010년 문래예술공장 국제심포지움 모더레이터(문래예술공장)
- 2011년 국립극단 연출/극작 워크숍 <판을 뒤집어라> (국립극단)
- 2011년 삼국유사 워크숍 5회 강좌 (국립극단)
- 2012년 제7회 서울미디어시티 비엔날레 미디어아트 따라잡기 강연 (서울시립미술관)
- 2013년 커뮤니티와 감흥의 미학 8회 강좌 (경기문화재단)
- 2013년 <인류학적 소리> 리서치 사업 기획 및 실행 (한국문화예술위원회)
- 2013년 아시아예술극장 국제포럼 <시간의 잠수자, 지금 생각하기> 기획 (국립아시아문화전당)
- 2014년 Alterspace -Constantly Changing Temporary Artspace (Asahi Art Square) 발제 '방랑의 본질과 함께 거닐다'
- 2014년 <예술과 무의식의 인류학적 탐사> 8회 강좌 (7 1/2 프로젝트)
- 2014년 리움강좌 <안무적 오브제, 몸짓> (리움)
- 2014년 경기문화재단 <신화와 예술 맥놀이> 강좌 기획 (경기문화재단)
- 2014년 <청년들을 위한 백남준 성공학> (갤러리 라한)
- 2014년 <유라시아 뇌과학 프로젝트> 기획(경기문화재단)
- 2014년 <사슴뿔 도서관> 프로젝트 1기 (경기문화창조허브)
- 2015년 국립현대무용단 안무랩 <여전히 안무다: 생산> (국립현대무용단)
- 2015년 국립현대무용단 <춤추는 인문학> 2회 강좌 (국립현대무용단)
- 2015년 백남준 대중강좌 10회 강좌 (세종미술관)
- 2015년 BIFF 부산국제영화제 학술컨퍼런스 <국립아시아문화전당이 꿈꾸는 '종횡무진 트랜스크리에이션'> (부산국제영화제)
- 2015년 <사슴뿔 도서관> 프로젝트 2기 (경기문화창조허브)
- 2016년 국립현대무용단 <춤추는 인문학> 2회 강좌 (국립현대무용단)
- 2017년 제주문화기획학교 '읽고 쓰기' 5회 강좌 (제주문화재단)
- 2017년 백남준 기념관 <탈주 ∞ 연결> 5회 워크숍 (서울시립미술관)
- 2017년 <신화와 예술 맥놀이 - 중동신화여행> 강좌 (경기문화재단)
- 2018년 안은미컴퍼니 봄 인문학 강좌 ‘꽃을 보는 법’ ‘액체적 사고’ ‘돌 깨는 법’(안은미컴퍼니)
- 2019년 다사리문화기획학교 ‘책읽기 글쓰기’ 3회 강좌 (다사리문화기획학교)
- 2019년 <21세기 역습하는 예술, 그 낯익으면서도 낯선 감각의 탐사> 강좌 (서울자유시민대학)
- 2020년 제주 장애예술 창작기반 구축사업: 폴리시랩 프로젝트 연구원 참여 (제주문화재단)
- 2020년 아시아무용커뮤니티 안무가 LAB (국립아시아문화전당)
- 2021년 융복합예술 특강 (전북대)
- 2022년 융복합예술 특강 (울산대)
- 2022년 분홍공장 워크숍 5회 시리즈 (한국문화예술위원회, 강원문화재단)
- 2022년 <인간 탐구로서의 장애예술 연구>(감성정책연구소) ‘장애예술 사례 분석과 비평 연구 워크숍' 참여
- 2022년 전시사전연구 프로젝트 <물의 왕 - 동학과 화엄의 두물머리> 진행 (한국문화예술위원회)
- 2023년 <안무란 무엇인가> 5회 강좌 (응접실)
- 2023년 <행성지구인문학> 5회 워크숍 기획 (책마을해리)
- 2024년 수운 최제우 탄신 200주년 기념 콜로키움 <새 문명을 여는 외침: 다시 개벽과 하늘 모심> 모더레이터 (동곡미술관)
- 2024년 <바람신명과 물신명: 한국춤을 보는 관점> 특강 (한국영성예술협회)
- 2024년 <신명의 분류학 - 바람신명과 물신명> 특강(김도희 작가)
- 2024년 레페스 콜로키움 <끄트머리에서 수운 최제우 읽기> 특강 (한국영성예술협회)

## 저술 및 출판 활동

### 잡지
- 2003년 무용월간지 '몸' 재창간 및 편집위원
- 2006년 퍼포밍아트지 '판' 창간 및 편집위원
- 2010년 무크지 '옵신' 창간호 기획 및 참여
- 2011년 연극지 '계간 연극' 창간 및 편집장 활동
- 2011년 무크지 '옵신' 2호 기획 및 참여
- 2013년 국립현대미술관 웹진 아트뮤 art:mu 편집위원 참여
- 2021년 무용월간지 ‘몸’ 편집장 활동

### 논문
- 2018년 <전자 시대의 새로운 명상 전자선(Electronic Zen)의 잠재성에 대하여 - 백남준의 초기 비디오아트 개념을 중심으로>
- 2020년 <단상: 명제 “예술은 사기다”와 ’텔레비전‘ 현상의 시각성>, VISUAL 16호, 한국예술종합학교 미술원 조형연구소
- 2022년 <백남준의 ‘첫’, 단성생식으로서의 심플>, DADA 4호

### 비평집
- 2008년 <고함> (숨비소리)

### 공저
- 2010년 <백남준의 귀환> (백남준아트센터)
- 2015년 <세계신화여행> (실천문학사)
- 2020년 <백남준의 드로잉 편지> (태학사)
- 2023년 <우리가 공유하는 시간> (작업실유령)

### 기획편집
- 2009년 제1회 백남준아트센터 국제심포지엄 자료집 <백남준의 선물 1 - 관점이동과 시간성> (백남준아트센터)
- 2010년 제2회 백남준아트센터 국제심포지엄 자료집 <백남준의 선물 2 - 고르디아스 매듭 다시 묶기> (백남준아트센터)
- 2010년 <백남준: 말에서 크리스토까지> (백남준아트센터)
- 2013년 <인류학적 소리> (한국문화예술위원회)
- 2014년 <시간의 잠수자, 지금 생각하기> (아시아예술극장)
- 2017년 <천사의 눈> (비둘기프로덕션)
- 2019년 <백남준: 탈주∞연결> (서울시립미술관)
- 2020년 <홍수설화무 — 성이 다른 세 여신> (분홍공장)

## 수상
- 2024년 월간미술 월간미술상 전시기획 부문 우수상 -- 전시 <물의 왕: 동학과 화엄의 두물머리>